# John Adams (mini-série)
Pour les articles homonymes, voir John Adams et Adams.
John Adams est une mini-série (ou télésuite) américaine en sept épisodes de Tom Hooper, relatant la vie du deuxième Président des États-Unis, avec dans le rôle-titre Paul Giamatti. Elle a été produite par HBO et diffusée sur cette chaîne entre le 16 mars 2008 et le 20 avril 2008.
Au Québec, elle est diffusée à Super Écran, sur Be TV du 7 juillet 2008 au 18 août 2008 pour la Belgique et sur Orange Cinémax à partir du 15 novembre 2008 pour la France.

## Synopsis
La vie familiale et la carrière politique de John Adams, à partir de son implication juridique lors du procès qui suit le Massacre de Boston, en passant par sa participation à l'Indépendance des États-Unis, notamment par la rédaction de la Déclaration d'indépendance des États-Unis, jusqu'à ses actions en tant qu'ambassadeur américain en Europe, puis sa nomination comme vice-président et, enfin, président des États-Unis.

## Production
Le scénario de ce biografilm est de Kirk Ellis d'après le livre éponyme de David McCullough. L'un des producteurs exécutifs est Tom Hanks, qui avait déjà produit pour HBO les miniséries à succès De la Terre à la Lune et Frères d'armes. La réalisation des sept épisodes est assurée par le britannique Tom Hooper, qui avait déjà réalisé deux téléfilms historiques coproduits par HBO : Elizabeth I et Longford. La musique est signée Joseph Vitarelli.
Le tournage a duré 110 jours et a eu lieu en Virginie et à Budapest en Hongrie.

## Distribution
- Paul Giamatti (VF : Gabriel Le Doze) : John Adams
- Laura Linney (VF : Martine Meiraghe) : Abigail Adams
- Stephen Dillane (VF : Edgar Givry) : Thomas Jefferson
- David Morse (VF : Féodor Atkine) : George Washington
- Tom Wilkinson (VF : Jean-Claude Sachot) : Benjamin Franklin
- Rufus Sewell (VF : Bernard Lanneau) : Alexander Hamilton
- Danny Huston (VF : José Luccioni) : Samuel Adams
- Željko Ivanek (VF : Hervé Bellon) : John Dickinson
- Ebon Moss-Bachrach (VF : Vincent Ropion) : John Quincy Adams
- Clancy O'Connor : Edward Rutledge
- Sarah Polley (VF : Barbara Beretta) : Abigail « Nabby » Adams
- Andrew Scott : William S. Smith
- John Dossett (VF : Guy Chapellier) : Benjamin Rush
- Justin Theroux (VF : Axel Kiener) : John Hancock
- Mamie Gummer (VF : Claire Guyot) : Sally Smith Adams
- Caroline Corrie : Louisa Adams
- Samuel Barnett : Thomas Adams
- Kevin Trainor (VF : Donald Reignoux) : Charles Adams
- Tom Hollander : George III
- Damien Jouillerot : Louis XVI
- Guy Henry : Jonathan Sewall
- Brennan Brown : Robert Treat Paine
- Paul Fitzgerald : Richard Henry Lee
- Tom Beckett : Elbridge Gerry
- Del Pentecost : Henry Knox
- Tim Parati : Caesar Rodney
- John O'Creagh : Stephen Hopkins
- John Keating : Timothy Pickering
- Hugh O'Gorman : Thomas Pinckney
- Timmy Sherrill : Charles Lee
- Judith Magre : Anne-Catherine de Ligniville Helvétius
- Jean-Hugues Anglade : Le comte Charles Gravier de Vergennes
- Jean Brassard : L'amiral Charles Henri d'Estaing
- Derek Milman : Le lieutenant James Barron
- Patrice Valota : Jean-Antoine Houdon
- Nicolas Vaude : Le chevalier Anne César de La Luzerne
- Alex Draper : Robert Robert Livingston
- Cyril Descours : Edmond-Charles Genêt
- Alan Cox : William Maclay
- Sean Mahan : Le général Joseph Warren
- Eric Zuckerman : Thomas McKean
- Ritchie Coster : Le capitaine Thomas Preston
- Lizan Mitchell : Sally Hemings
- Pamela Stewart : Martha Jefferson Randolph
- Buzz Bovshow : John Trumbull
- Madeline Taylor : Nabby Adams, jeune
- John Bedford Lloyd : Richard Palmes
- Austin Blankenship : Un soldat anglais accusé lors du massacre de Boston
Version française
  - Société de doublage : Chinkel[3]
  - Direction artistique : José Luccioni[3]

Source VF : Doublage Séries Database

## Épisodes

### Part 1: Join or Die: S'unir ou périr

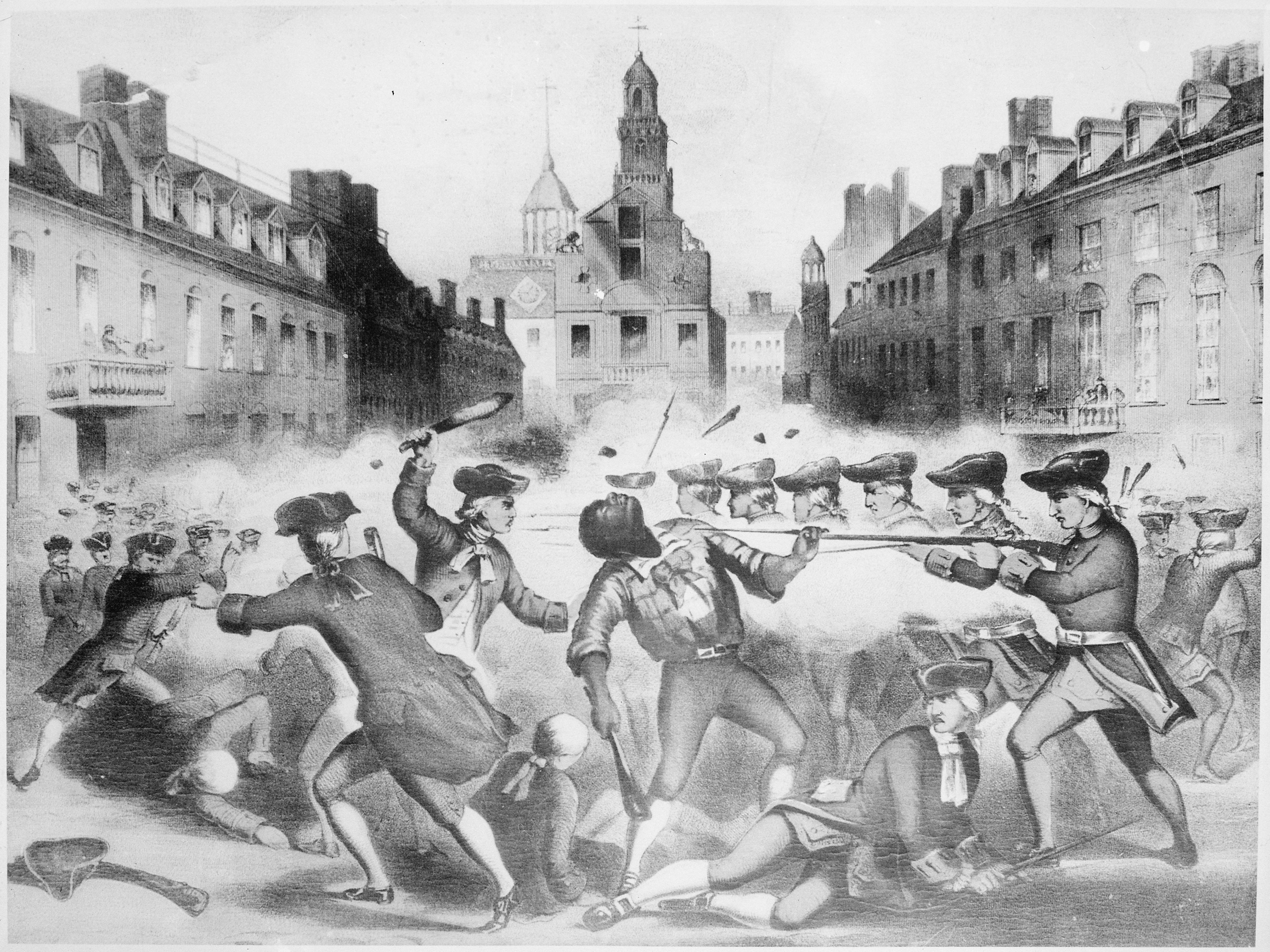
Le Massacre de Boston qui marque le début de la série.

La série débute alors que les Treize colonies refusent de plus en plus les impôts de la Couronne britannique pour financer ses guerres. C'est dans ce contexte qu'a lieu le massacre de Boston en 1770, où des Tuniques rouges tirent sur une foule qui manifeste. La colère gronde et aucun avocat ne veut défendre les soldats responsables de la mort de cinq personnes, sauf John Adams, qui est pourtant un fervent critique des impôts anglais. Après un procès où il démontre que la foule était véritablement hostile, que certains membres voulaient que les tuniques tirent pour que les victimes soient des martyrs et que l'officier britannique n'a pas donné l'ordre de faire feu, les tuniques rouges sont acquittées.
Voulant utiliser cette image d'homme intègre, des partisans des Fils de la Liberté proposent à John Adams de se présenter comme délégué du Premier Congrès continental, mais il refuse, pensant que le dialogue avec la Couronne est toujours possible. Du côté britannique, une offre similaire lui est proposée, mais là encore, il refuse.
Il est témoin d'évènements de rébellion, d'émeute avec acte de torture et enfin de l'application des Actes intolérables qui privent de certains droits les colons américains. Constatant cela, il finit par accepter de siéger au Congrès comme délégué du Massachusetts. L'épisode se termine avec son départ pour Philadelphie où siège le Congrès, laissant derrière lui sa femme et ses enfants dans les environs de Boston où ils ont une ferme.

### Part 2: Independence: Indépendance

Signature de la Déclaration d'indépendance des États-Unis. John Adams est au milieu, sa main droite sur la hanche.

En 1775, la tension avec les forces militaires britanniques entraîne une guérilla et ces combats déchirent le Second Congrès continental où siège toujours John Adams. Partisan d'une indépendance qui prend de plus en plus d'ampleur, son attitude agressive braque certains délégués et il n'arrive pas à faire en sorte que les actions du Congrès dépassent les déclarations de principes. Le délégué Benjamin Franklin, bien que partageant ses vues, ne vote pas dans le sens d'Adams. Et lui suggère, pour arriver à ses fins, de passer par des moyens détournés en négociant les accords avec les délégués en privé. Cette attitude se révèle plus productive et permet la reconnaissance des milices comme l'Armée continentale, avec à sa tête George Washington.
Malgré des victoires comme celle du Siège de Boston, les temps sont durs pour tous : pour l'armée qui manque de moyens et d'hommes, mais aussi pour la population civile qui fait face à la variole qui tue au total plus de 100 000 personnes en quelques années. L'épisode met en scène plusieurs moments mettant en avant les positions de son épouse pour les droits des femmes et l'abolition de l'esclavage.
Après de longs débats et les menaces de la Couronne britannique de faire pendre toute personne s'opposant elle, le Congrès finit par voter l'indépendance des États-Unis, déclenchant de ce fait la Guerre d'indépendance des États-Unis.

### Part 3: Don't Tread on Me: Ne me marche pas dessus
Dans cet épisode, le Congrès demande en 1777 à John Adams de se rendre en France pour aider Benjamin Franklin à obtenir un traité d'aide et d'assistance. Sa famille souffre particulièrement de cet éloignement, mais il décide tout de même de partir, emmenant avec lui son fils John Quincy Adams de manière à faire son éducation. Après avoir traversé l'océan Atlantique à bord de la frégate USS Boston, il apprend qu'un traité est signé et découvre les fastes de la France de l'Ancien Régime, quelques années avant la Révolution française. Il a beaucoup de mal à s'adapter à ce milieu, d'autant qu'il ne parle pas un mot de français et que son impétuosité est très mal vue par la royauté qui a une façon bien différente de faire de la politique. Ainsi, il échoue à négocier un traité permettant aux colons américains d'obtenir plus de moyens de la part de la France et son comportement cause des troubles que Benjamin Franklin fait remarquer au Congrès.
Constatant son inutilité en France, il part aux Pays-Bas pour y obtenir un prêt, mais là encore c'est un échec, les Néerlandais ayant des doutes sur la solvabilité des Américains. L'épisode se termine aux Pays-Bas, où John Adams est alité pour cause de maladie.

### Part 4: Reunion: Réunion
C'est aux Pays-Bas, toujours malade, que John Adams apprend la défaite des britanniques dans la Guerre d'indépendance. Dès lors, les choses changent et il se voit accorder son prêt par les Néerlandais. Il retourne en France pour y négocier le Traité de Paris de 1783 et l'année suivante sa femme le rejoint, laissant leurs enfants aux États-Unis.
John Adams, Benjamin Franklin et son successeur au poste d'ambassadeur des États-Unis en France, Thomas Jefferson se retrouvent et discutent de la rédaction de la Constitution des États-Unis. Jefferson regrette les concessions qui devront être faites, tout comme cela a été le cas avec la Déclaration d'indépendance concernant la dénonciation de l'esclavage.
John Adams reçoit sa nouvelle affectation de diplomate comme Ambassadeur des États-Unis au Royaume-Uni. Là, il présente ses lettres de créance au roi George III, qui, bien que froid et distant, est prêt à nouer des liens diplomatiques avec la jeune nation américaine. Mais la presse n'est pas du même avis et l'ambiance pèse de plus en plus sur John Adams et sa femme. Il décide alors de demander son retour aux États-Unis en 1788.
L'année suivante, il participe à la première élection présidentielle américaine à l'issue de laquelle est élu George Washington. John Adams devient Vice-président. L'épisode se termine sur l'investiture de Washington et d'Adams le 30 avril 1789 à New York dans le Federal Hall.

### Part 5: Unite or Die: Un homme sans importance
Dans cet épisode, John Adams inaugure la fonction de Vice-président et découvre qu'elle est bien peu comparée à celle de Président.
De retour de France qui est en pleine révolution, Thomas Jefferson est empli des idéaux de l'époque prônant la liberté contre la tyrannie. Bien que nommé Secrétaire d'État, il s'oppose aux personnes désirant un gouvernement fédéral américain fort, comme George Washington, le Secrétaire du Trésor Alexander Hamilton, mais également Adams qui n'a que peu de confiance en la nature humaine. Jefferson considère que la Révolution française doit être soutenue par les États-Unis, car les deux révolutions, américaine et française, ont les mêmes aspirations. Cette opposition est mise en exergue lors de la signature du Traité de Londres en 1795 qui évite aux États-Unis d'entrer en guerre avec le Royaume-Uni. Après sa ratification, grâce à la voix de John Adams qui départage les deux camps, Thomas Jefferson démissionne de son poste de Secrétaire d'État et se présente l'année suivante face à John Adams à l'élection présidentielle, George Washington n'ayant pas brigué de troisième mandat en raison de son impopularité à la suite du traité de Londres qu'une partie de la population considère comme une soumission des États-Unis au Royaume-Uni.
Du côté de la famille, la fille d'Adams, Nabby, épouse William S. Smith et son fils, John Quincy, est nommé diplomate aux Pays-Bas. Charles, quant à lui, reproche vertement à son père son absence durant son enfance.
L'épisode se termine sur la victoire de John Adams, élu Président des États-Unis, alors que Thomas Jefferson est nommé Vice-Président. Il découvre alors la résidence présidentielle, President's House, ravagée par une fête des employés après le départ de George Washington.

### Part 6: Unnecessary War: Une guerre inutile

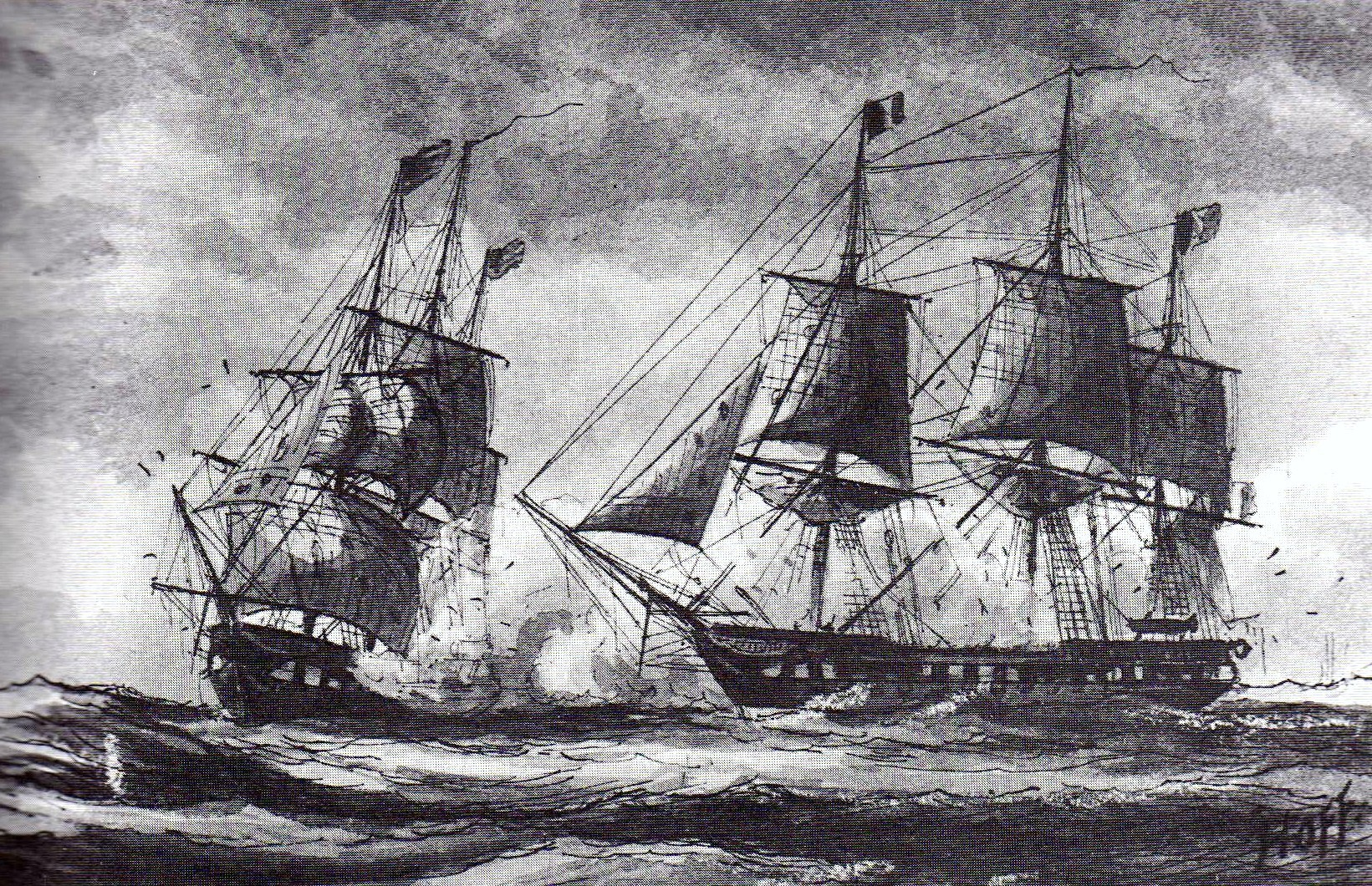
Combat naval pendant la Quasi-guerre entre une frégate française et un navire américain.

Cet épisode couvre le mandat de Président des États-Unis de John Adams, durant lequel il doit faire face à une tension grandissante avec la France révolutionnaire, en guerre contre les monarchies européennes et particulièrement le Royaume-Uni. La France considère que le Traité de Londres l'autorise à attaquer les navires marchands américains faisant du commerce avec les britanniques. Ces attaques à répétitions, du nom de Quasi-guerre, ne font qu'envenimer la situation entre les fédéralistes menés par Alexander Hamilton qui désirent entrer en guerre avec la France et les républicains de Thomas Jefferson qui sont sensibles aux idées de la Révolution française qu'ils considèrent comme une extension de leur Guerre d'indépendance.
Sensible aux accrochages avec la France et aux arguments des partisans d'Alexander Hamilton, les parlementaires votent les Alien and Sedition Acts. Ces lois, jugées contraires à la Constitution des États-Unis par les partisans de Thomas Jefferson, visent officiellement à protéger les États-Unis des citoyens étrangers de puissances ennemies, mais leurs opposants considèrent qu'elles ont pour but de faire taire les critiques contre le gouvernement.
Dans cette période trouble, John Adams apprend que son fils Charles est alcoolique et que sa femme l'a quitté pour rejoindre la résidence familiale, Peacefield, avec ses enfants. Furieux, il renie son fils qui meurt quelques années plus tard sans avoir revu son père.
Durant son mandat et conformément à la Constitution, John Adams déplace la résidence présidentielle de Philadelphie au "Territoire de Columbia" (l'actuel Washington DC) pour emménager dans la Maison-Blanche en train d'être construite par des esclaves noirs (tout comme le reste des bâtiments officiels du "Territoire de Columbia").
La popularité de John Adams est au plus bas pour l'élection de 1800 et il ne peut pas gagner sans une paix durable avec la France. Cette dernière arrive trop tard avec le Traité de Mortefontaine et John Adams, arrivé en troisième position derrière Aaron Burr et Thomas Jefferson (ex aequo et tous deux du même parti politique), perd. C'est Thomas Jefferson qui, après 36 scrutins, est élu Président.
L'épisode se termine sur le départ de John Adams de la Maison Blanche, toujours en construction.

### Part 7: Peacefield: L'indépendance pour toujours

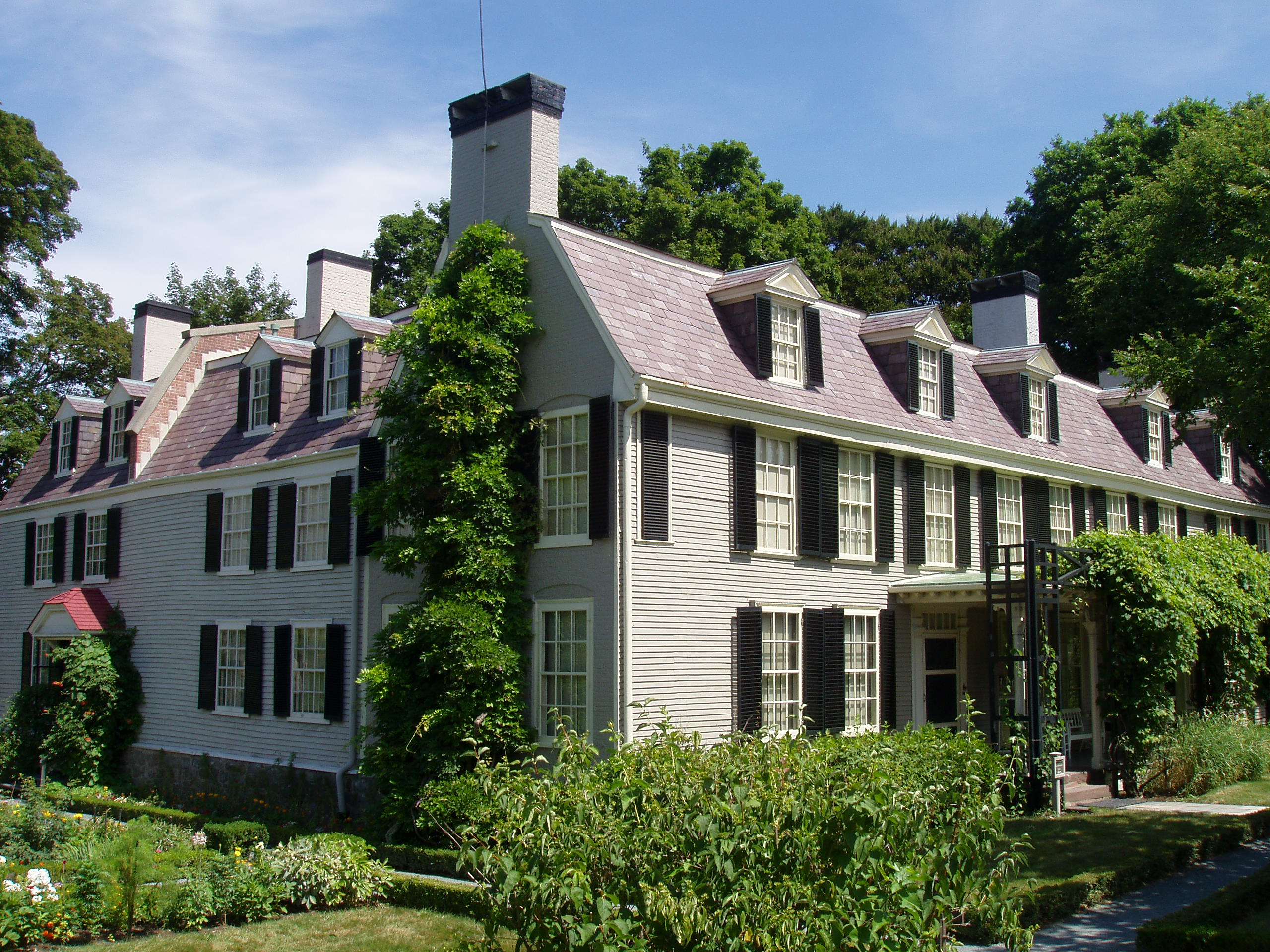
La résidence familiale de John Adams, Peacefield à Quincy dans le Massachusetts.

Le dernier épisode de la série couvre la retraite de John Adams à Peacefield, la résidence familiale. Avec sa femme et le reste de la famille, il soutient Nabby, atteinte d'un cancer du sein. Malgré une première opération, elle décède en 1813. Abigail meurt à son tour cinq ans plus tard de la fièvre typhoïde. John Adams finit par se réconcilier avec son ami et opposant politique, Thomas Jefferson. Ils s'échangeront plusieurs lettres, dont une dans laquelle Jefferson félicite Adams pour l'élection de son fils, John Quincy Adams, qui devient le sixième président des États-Unis. Ce dernier désire continuer la politique de son père qui visait à doter le gouvernement fédéral d'un pouvoir politique fort, mais il n'y parvient pas en raison notamment de l'opposition du Congrès.
À quelques heures d'écart, chacun dans leur résidence respective, Thomas Jefferson et John Adams décèdent le 4 juillet 1826, cinquante ans après la signature de la Déclaration d'indépendance des États-Unis.

## Critiques
L'accueil de la presse est très majoritairement positif, ce que relève Metacritic avec une note de 78/100, calculée d'après 27 critiques de presse.
Les récompenses sont également en nombre, avec notamment treize Emmy Awards et quatre Golden Globe Awards.

### Récompenses

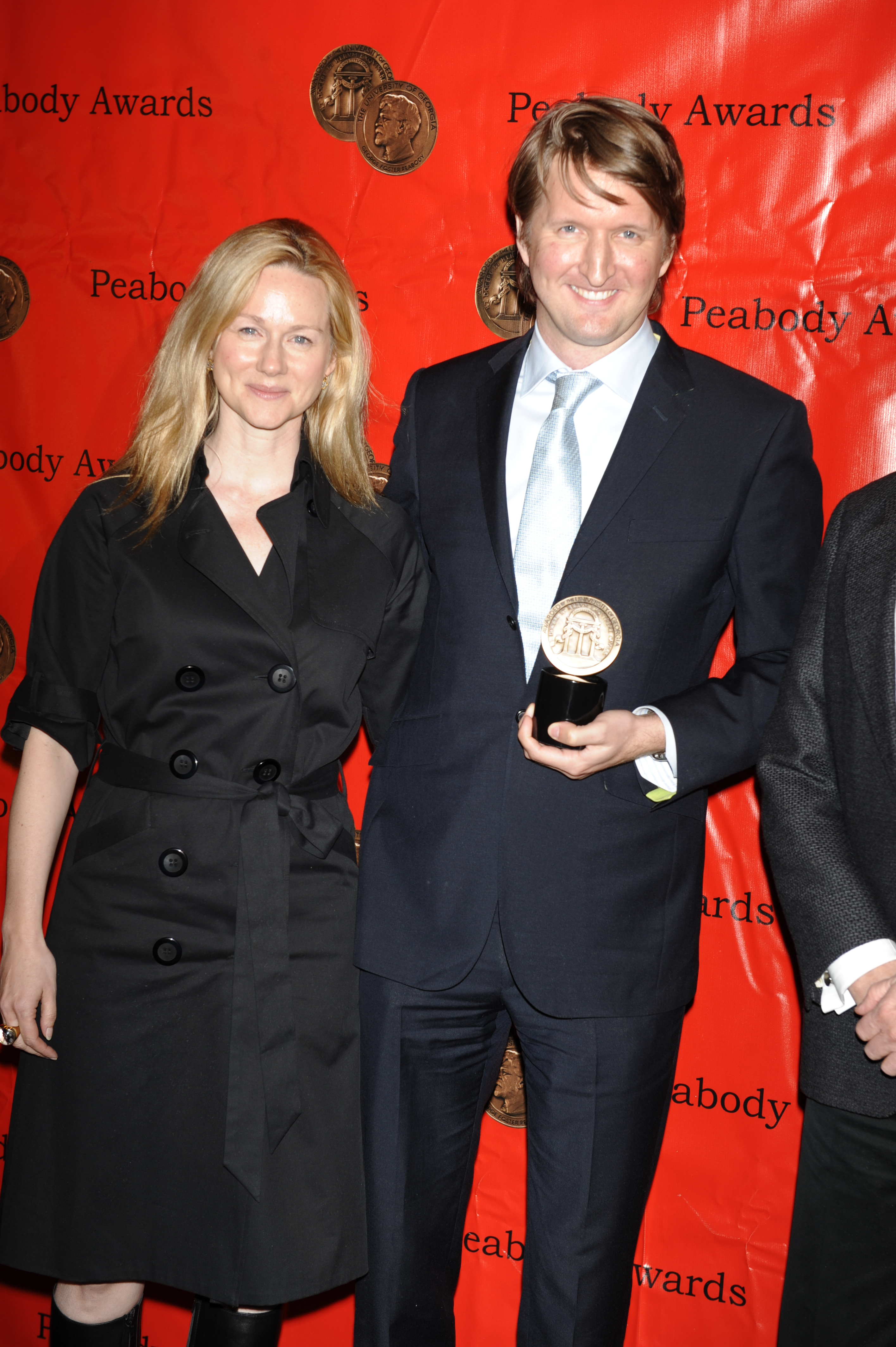
L'actrice principale Laura Linney et le réalisateur Tom Hooper récompensés aux Peabody Awards 2009.

- Festival de Monte-Carlo 2008 : Golden Nymph de la meilleure performance masculine dans une minisérie pour Paul Giamatti
- Emmy Award 2008 :
  - Meilleure télésuite
  - Meilleur scénario pour une télésuite ou un film de Kirk Ellis
  - Meilleur acteur dans une télésuite ou un film pour Paul Giamatti
  - Meilleure actrice dans une télésuite ou un film pour Laura Linney
  - Meilleur acteur dans un second rôle dans une télésuite ou un film pour Tom Wilkinson
  - Meilleure direction artistique dans une télésuite ou un film
  - Meilleur casting dans une télésuite ou un film
  - Meilleures prises de vue dans une télésuite ou un film pour l'épisode 2, Indépendance
  - Meilleurs costumes dans une télésuite ou un film
  - Meilleurs maquillages dans une télésuite ou un film
  - Meilleur son dans une télésuite ou un film pour l'épisode 3, Ne me marche pas dessus
  - Meilleurs mixage sonore dans une télésuite ou un film pour l'épisode 3, Ne me marche pas dessus
  - Meilleurs effets spéciaux dans une télésuite ou un film
- Golden Globe Award 2009 : 
  - Meilleur(e) minisérie ou téléfilm
  - Meilleur acteur dans une minisérie ou un téléfilm pour Paul Giamatti
  - Meilleure actrice dans une minisérie ou un téléfilm pour Laura Linney
  - Meilleur acteur dans un second rôle dans une série, une minisérie ou un téléfilm pour Tom Wilkinson